# Pas Socompa
El Pas Socompa (castellà: Paso Socompa) és un coll fronterer entre les repúbliques de Xile i Argentina, situat en la serralada dels Andes a una altura de 3.876 metres sobre el nivell mitjà del mar. Uneix la II Regió d'Antofagasta, Xile amb la Província de Salta, Argentina principalment per al tràfic de mercaderies per ferrocarril. El port permet també el pas del costat argentí des d'una pista en mal estat que s'uneix a la ruta provincial 27 i per la qual només els vehicles tot terreny són recomanats.